# Leptagrion obsoletum
Leptagrion obsoletum är en trollsländeart som först beskrevs av Selys 1876.  Leptagrion obsoletum ingår i släktet Leptagrion och familjen dammflicksländor. Inga underarter finns listade i Catalogue of Life.